# Mesophadnus chinicus
Mesophadnus chinicus är en stekelart som beskrevs av Heinrich 1980. Mesophadnus chinicus ingår i släktet Mesophadnus, och familjen brokparasitsteklar. Inga underarter finns listade.